# 밀러 브루잉 컴퍼니

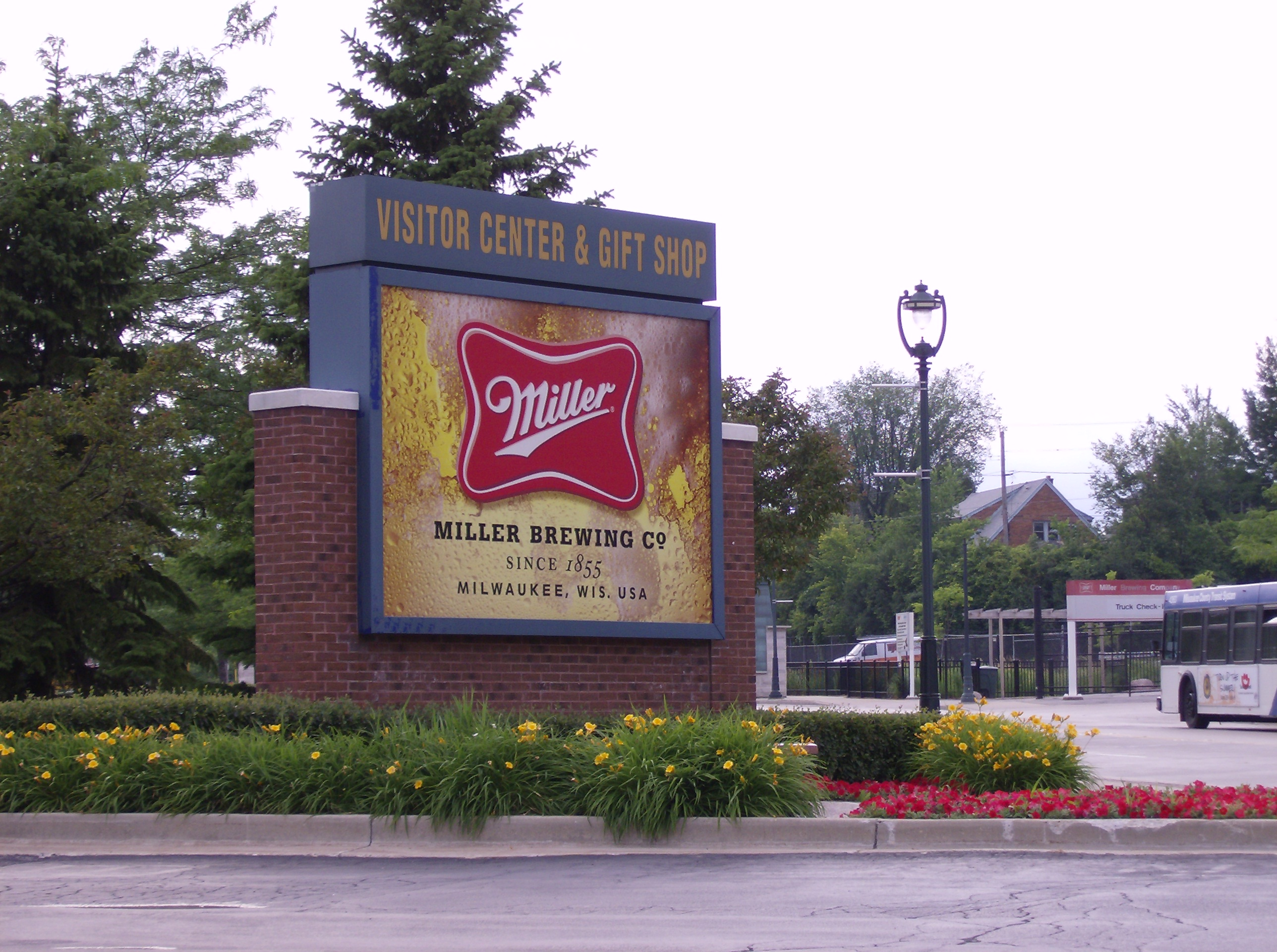

밀러 브루잉 컴퍼니(Miller Brewing Company)는 미국의 맥주 양조 회사 및 브랜드이다. 1855년에 미국 위스콘신 밀워키에서 설립되었다. 2002년 7월에 남아프리카 공화국의 사우스 아프리칸 브루어리스에 흡수 합병되어 SAB밀러의 산하가 되었다.

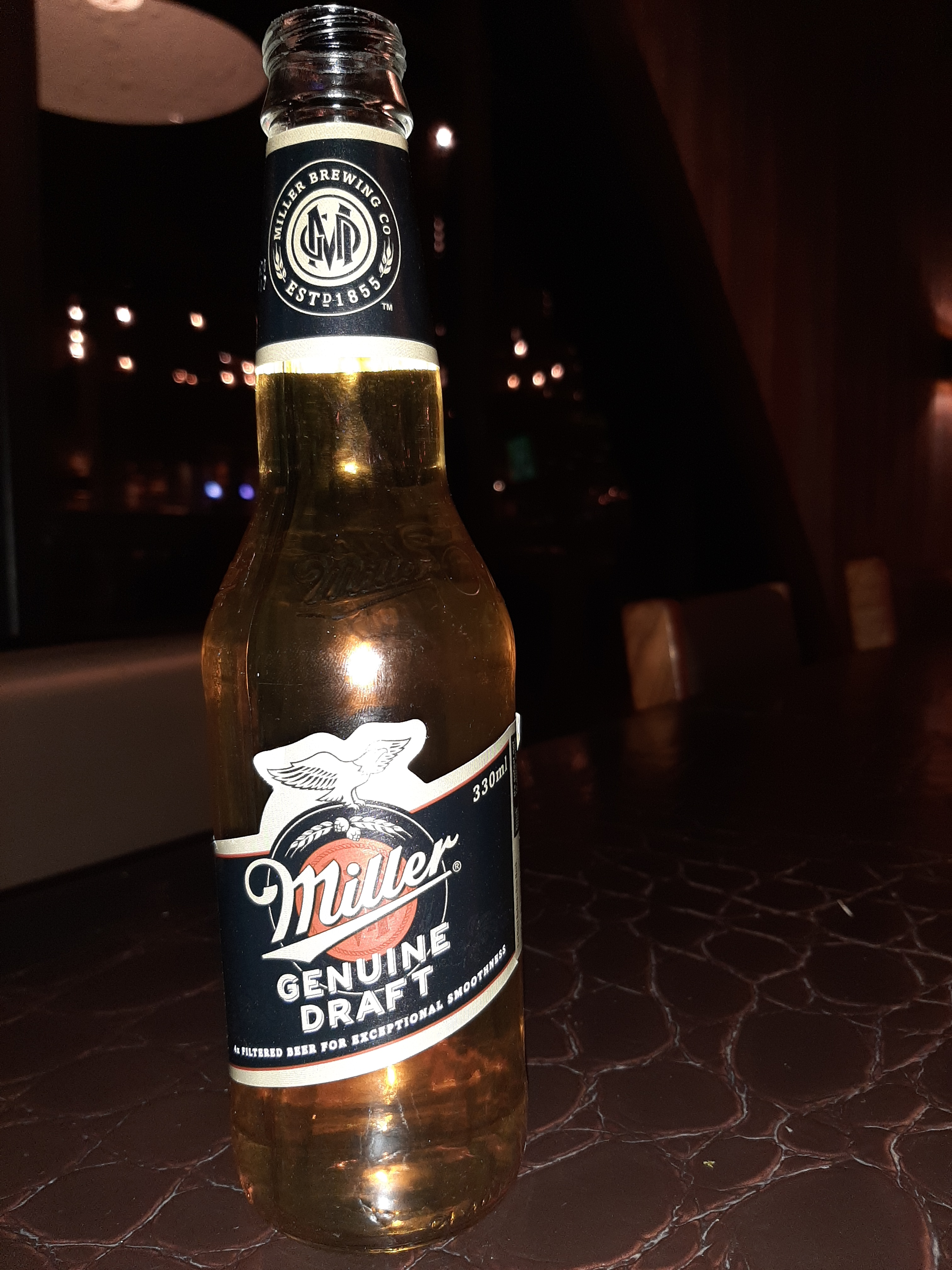

## 같이 보기
- 윈덜 미들브룩스